# Anschlag bei Mewo Dotan 2018
Der Anschlag bei Mewo Dotan ereignete sich am 16. März 2018 vor einem israelischen Militärposten in der Nähe der Siedlung Mewo Dotan im israelisch besetzten Westjordanland und wird von den israelischen Behörden als Terroranschlag eingestuft. Ein Palästinenser lenkte seinen PKW vorsätzlich in eine Gruppe israelischer Soldaten, wobei zwei getötet und zwei weitere schwer verletzt worden waren. Der Täter wurde 2023 zu lebenslanger Haft verurteilt.

## Ablauf
Der Täter, ein 26-jähriger Palästinenser aus dem nördlichen Westjordanland, der in Israel wegen Sicherheitsdelikten eine Gefängnisstrafe verbüßt hatte und rund ein Jahr vor dem Anschlag freigelassen worden war, fuhr mit seinem PKW zuerst an den Soldaten neben einem Beobachtungsposten der Armee an der Straße 585 nahe der Einfahrt nach Mewo Dotan vorbei, machte dann eine Kehrtwende, beschleunigte sein Fahrzeug auf rund 70 km/h und rammte im Anschluss mehrere der Soldaten.
Ein 21-jähriger Soldat aus Azor, Mitglied einer Such- und Rettungseinheit des Heimatfront-Kommandos, sowie ein 20-jähriger Soldat aus Eljakim, Kraftfahrer der Menashe-Regionalbrigade, erlitten tödliche Verletzungen. Zwei weitere verletzte Soldaten, einer davon schwebte in Lebensgefahr, wurden laut Rettungsdienst mit einem Hubschrauber zur Behandlung in ein Krankenhaus nach Petach Tikwa geflogen, wo sie sich mehreren Operationen unterziehen mussten.

## Reaktionen
Mehrere palästinensische Gruppen und Aktivisten, darunter der Hamas, des Islamischen Dschihad in Palästina, der Demokratischen Front zur Befreiung Palästinas und der Volksfront zur Befreiung Palästinas lobten oder rechtfertigten den Anschlag, unter anderem als Reaktion auf die Entscheidung von US-Präsident Donald Trump, Jerusalem als Hauptstadt Israels anzuerkennen, oder als Rache für die Tötung eines Hamas-Terroristen im Westjordanland durch IDF-Truppen Anfang Februar 2018.
Der Angreifer wurde weniger als dreißig Meter vom Tatort entfernt von IDF-Truppen angehalten, später verhört und zur Behandlung seiner leichten Verletzungen in ein Krankenhaus in Chadera verbracht. Am Ort des Anschlags führte IDF-Stabschef Gadi Eizenkot mit hochrangigen Militärbeamten eine Lagebeurteilung durch.
Der Bruder und ein Onkel des Täters, sowie mehrere andere Palästinenser, die verdächtigt wurden, an dem Anschlag beteiligt gewesen zu sein, wurden verhaftet und die israelischen Arbeitserlaubnisse von rund 30 seiner Familienmitglieder widerrufen. Verteidigungsminister Avigdor Lieberman forderte die Todesstrafe und kritisierte die Politik der Palästinensischen Autonomiebehörde, palästinensische Terroristen und ihre Familien finanziell zu belohnen. Diese Kritik wurde öffentlich unter anderem vom israelischen UN-Botschafter Danny Danon geteilt. Auch der Abgeordnete Oded Forer von der Partei Jisra’el Beitenu teilte mit, dass der Angreifer nicht mehr am Leben sein dürfe und das seine Partei in den kommenden Monaten dafür sorgen werde, dass die Knesset ein Gesetz verabschiede, das die Todesstrafe für verurteilte palästinensische Terroristen zulasse. Staatspräsident Reuven Rivlin und Ministerpräsident Benjamin Netanjahu sprachen den Angehörigen der Opfer ihr Beileid aus.
Der israelische Inlandsgeheimdienst Schin Bet teilte am folgenden Tag mit, dass der Täter den Angriff gestanden habe. Er habe zunächst behauptet, dass es sich bei dem Vorfall um einen Unfall gehandelt habe, später jedoch seine Geschichte geändert und gesagt, es sei vorsätzlich gewesen und er habe vorgehabt, Soldaten zu ermorden. Im Juli 2022 wurde er in zwei Fällen wegen vorsätzlicher Tötung und in zwei Fällen wegen versuchter vorsätzlicher Tötung schuldig gesprochen. Nach einer Anhörung am 11. September 2022 wurde er vom zuständigen Militärgericht zu lebenslanger Haft plus 50 Jahren Gefängnis, sowie zu einer Geldstrafe von 3 Millionen Schekel an die Familien der bei dem Angriff getöteten und verletzten Soldaten, verurteilt. Seine Wohnung in Barta’a im nördlichen Westjordanland wurde vom Militär im Juni 2018 abgerissen.